# Scusate, signorina
Scusate, signorina (Die sieben Töchter der Frau Gyurkovics) è un film muto del 1926 diretto da Ragnar Hyltén-Cavallius.

## Produzione
Il film fu prodotto dall'Isepa e dall'Universum Film (UFA).

## Distribuzione
Distribuito dall'Universum Film (UFA), venne presentato in prima a Stoccolma il 26 dicembre 1926. Uscì anche in Finlandia (28 marzo 1927) prima di essere proiettato nelle sale tedesche il 13 aprile 1927 con il titolo originale Die sieben Töchter der Frau Gyurkovics. In Portogallo fu distribuito il 12 febbraio 1928 e in Italia nel 1929.